# Čang Kuo-tchao
Čang Kuo-tchao (čínsky pchin-jinem Zhāng Guótāo, znaky zjednodušené 张国焘, tradiční 張國燾; 26. listopadu 1897 — 3. prosince 1979) byl čínský komunistický politik, zakládající člen a ve 20. a 30. letech jeden z vůdců Komunistické strany Číny. Od jara 1931 vedl sovětskou oblast E-jü-wan na pomezí provincií An-chuej, Che-nan a Chu-pej, poté co byla dobyta kuomintangskými armádami, s ustoupivším 4. frontem čínské Rudé armády koncem roku 1932 vybudoval novou sovětskou oblast v  severovýchodním S’-čchuanu. Ta zanikla na jaře 1935 po ústupu komunistů dále na západní pomezí S’-čchuanu, kde se v létě 1935 setkali s jednotkami  1. frontu čínské Rudé armády a vedením komunistické strany, od října 1934 ustupujícím z Ťiang-si. Čang Kuo-tchao se nedokázal shodnout ze zbytkem vedení strany na dalším postupu, na podzim 1935 se opět rozdělili, a sjednotili opět až koncem roku 1936, kdy Čangovy jednotky dorazily do sovětské oblasti Šen-si–Kan-su–Ning-sia v severozápadní Číně. 4. front byl ale v té době výrazně slabší než místní síly a Čang ve vedení strany a armády měl jen malý vliv. Nakonec v dubnu 1938 přešel ke Kuomintangu a byl vyloučen z komunistické strany. Dál se politického dění neúčastnil.

## Život
Čang Kuo-tchao pocházel z okresu Pching-siang v provincii Ťiang-si. Od mládí se zapojil do revolučních aktivit. Během studia na Pekingské univerzitě v roce 1916 se seznámil s marxismem pod vedením Li Ta-čaoa. Aktivně se účastnil hnutí 4. května v roce 1919, stal se jedním z nejvýznamnějších studentských vůdců a v říjnu 1920 se zapojil do organizace prvních komunistických skupin. Ve stejné době působil na Pekingské univerzitě jako knihovník Mao Ce-tung; oba se znali. Podílel se na organizaci odborového hnutí, vedl sekretariát Čínského odborového svazu a byl šéfredaktorem odborového týdeníku. Vedl několik velkých stávek železničních a textilních dělníků, díky čemuž se stal průkopníkem dělnického hnutí v Číně spolu s takovými osobnostmi, jako byli Liou Šao-čchi a Li Li-san. 
V červenci 1921 předsedal I. sjezdu Komunistické strany Číny a byl zvolen jedním ze tří členů ústředního byra právě založené strany, pověřeným vedením organizační práce. V červenci 1922 na II. sjezdu KS Číny byl opět zvolen do vedení strany (do pětičlenného ústředního výkonného výboru) a ve vedení opět převzal odpovědnost za organizační výstavbu strany.
V roce 1924 se zúčastnil prvního celostátního sjezdu Kuomintangu, v rámci politiky spojenectví mezi komunisty a Kuomintangem a byl zvolen kandidátem ústředního výkonného výboru Kuomintangu. Stalo se tak navzdory tomu, že se na III. sjezdu KS Číny v červnu 1923 postavil proti spojenectví s Kuomintangem (a vypadl z vedení strany). V lednu 1925 byl na IV. sjezdu KS Číny zvolen členem devítičlenného ústředního výkonného výboru a jmenován vedoucím oddělení pro práci mezi dělníky a rolníky. V roce 1926 byl vybrán tajemníkem chupejského provinčního výboru KS Číny. Po zhroucení první jednotné fronty v důsledku antikomunistického Čankajškova převratu v dubnu 1927 s Li Wej-chanem, Li Li-sanem a Čchü Čchiou-pajem od července převzali vedení KS Číny. Čang byl nicméně v listopadu 1927 s některými dalšími (Mao Ce-tung, Pcheng Kung-ta) z prozatímního politbyra odvolán.
Na VI. sjezdu KS Číny v červnu–červenci 1928 konaném u Moskvy byl znovuzvolen do ústředního výboru a politbyra; po sjezdu zůstal v Moskvě jako představitel KS Číny v Kominterně. Do Číny se vrátil koncem ledna 1931, přičemž několik dní předtím, na 4. zasedání ÚV, byl zvolen do stálého výboru politbyra (vedle generálního tajemníka Siang Čung-faa, Čou En-laje a od února i Wang Minga). Od dubna 1931 z ústředního vedení strany fakticky vypadl, když byl přeložen do sovětské oblasti E-jü-wan na pomezí provincií An-chuej, Che-nan a Chu-pej. Do oblasti přišel se Šen Ce-minem (kandidát ÚV, jeden z osmadvaceti bolševiků) a Čchen Čchang-chaoem (další z osmadvaceti bolševiků). Trojice převzala řízení oblasti, přičemž Čang měl celkové vedení, Šen Ce-min řídil organizaci strany a zázemí a Čcheng Čchang-chao se od listopadu 1931 stal komisařem vojenských jednotek oblasti (4. frontu čínské Rudé armády, frontu velel Sü Siang-čchien). Nové vedení region stabilizovalo a dalo mu pevnější organizaci, ovšem za cenu likvidace většiny dosavadních funkcionářů, přičemž počet obětí čistek dosáhl mnoha tisíc.
Po porážce třetí obkličovací kampaně v první polovině roku 1932 4. front zesílil na 70 tisíc mužů se 40 tisíci puškami (dle kuomintangských odhadů). Sovětská oblast se však neudržela dlouho, v červnu 1932 na ni zaútočilo 400 tisíc kuomintangských vojáků v rámci čtvrté obkličovací kampaně. Po úporných obranných bojích se Čang Kuo-tchao s kolegy rozhodl „obětovat sovět, ale zachovat armádu“ a v srpnu 1932 se většina sil 4. frontu (16 tisíc mužů s 12 tisíci puškami) probila z obklíčení západním směrem do severního Chu-peje. Na místě byl ponechán třítisícový 25. sbor aby znepokojoval nepřítele partyzánskou válkou. Čtvrtý front po dlouhém pochodu ustoupil až na severovýchod provincie S’-čchuan. kam dorazil v listopadu 1932, značně oslabený. Na jižních svazích hor Ta-po založil novou sovětskou oblast s centry v Tchung-ťiangu a Kchu-čchao-pa, z nich expandoval na jih a západ. V druhé polovině roku 1933 a začátkem roku následujícího se komunisté v severovýchodním S’-čchuanu ubránili útokům armád místních militaristů a kontrolovali 17 okresů s cca 9 miliony obyvatel. V dubnu–srpnu 1934 odolali dalším útokům sečuánských militaristů, ale na ovládaném území se projevoval nedostatek potravin. Od začátku roku 1935 komunisté ustupovali tlaku nepřátel a sovětská oblast se zmenšovala. Nakonec v dubnu 1935 4. front překročil řeku Ťia-ling a přesunul se do západního S’-čchuanu, kde se v červnu 1935 setkal se zbytky 1. frontu, od října 1934 ustupujícího z Ťiang-si.
Čang Kuo-tchao disponoval 45 tisíci mužů s 20 tisíci pušek, oproti necelým 10 tisícům hůře vyzbrojených a vystrojených mužů 1. frontu; naproti tomu v čele 1. frontu stálo vedení KS Číny (členové a kandidáti politbyra Čang Wen-tchien, Čou En-laj, Mao Ce-tung, Wang Ťia-siang, Čchin Pang-sien, Ču Te, Liou Šao-čchi, Kchaj Feng a Teng Fa). Sílu 4. frontu politbyro uznalo, když Čang Kuo-tchaovi předali Čou En-lajův post generálního komisaře Rudé armády (generální komisař vedl armádu, vrchní velitel Rudé armády Ču Te mu byl podřízen), nicméně Čang nebyl schopen se dohodnout se s kolegy v politbyru na směru dalšího postupu. Nakonec členové politbyra s většinou sil 1. frontu odešli na sever do sovětské oblasti na pomezí provincií Šen-si, Kan-su a Ning-sia (o které však nevěděli, když se odtrhli). Čang Kuo-tchao reagoval svoláním stranických funkcionářů a velitelů přítomných u 4. frontu, rozhořčených odchodem 1. frontu, a prosadil vyloučení Mao Ce-tunga, Čou En-laje, Čchin Pang-siena a Čang Wen-tchiena ze strany a sestavení nového vedení: jmenovali ÚV, politbyro, vojenskou komisi a sovětskou vládu a požadovali po odešlých podřízení se. Se svými vojsky poté zamířil jihovýchodním směrem a zaútočil na planiny západně od Čcheng-tu. Zde 4. front získal zásoby, ale byl odražen a utrpěl nemalé ztráty. Poté se stáhl do tibetského pohraničí s centrem v Kardze, kde v listopadu 1935 – červenci 1936 přezimoval. Zima v chudém a chladném kraji byla těžká. Mezitím Kominterna neuznala „Čangovo vedení strany“, Čang Kuo-tchao a jeho okolí poté své orgány prohlásili za pouze regionální s tím, že rozhodnutí o svých sporech s vedením u 1. frontu ponechávají v rukou Kominterny. V červnu 1936 do Kardze dorazil 2. front Che Lunga a Žen Pi-š’ho, po měsíčním odpočinku oba fronty vyrazily na sever k 1. frontu, kam dorazily v září 1936. Velká část 4. frontu se poté přeplavila přes Žlutou řeku a kansuským koridorem se probíjela na západ, ve snaze o vytvoření spojení do Sin-ťiangu a Sovětského svazu, v bojích však byla zničena.
Po příchodu do sovětské oblasti Šen-si–Kan-su–Ning-sia Čang Kuo-tchao nějakou dobu formálně zůstával generálním komisařem Rudé armády, reálné však na velení vojskům vliv neměl a byl pouze řadovým členem politbyra. Od jara 1937 byl terčem kritiky ze strany většiny stranického vedení, v němž si nenašel spojence a nakonec na jaře 1938 přešel na stranu Kuomintangu. V dubnu 1938 byl proto vyloučen ze strany. Žil v Čchung-čchingu, ale bez podporovatelů a prostředků již nehrál žádnou politickou roli.
Po porážce Kuomintangu v občanské válce roku 1949 odešel do Hongkongu, roku 1968 se s manželkou přestěhoval do Kanady, kde v Torontu již žili jejich dva synové. Zemřel v Torontu roku 1979.
Vydal obšírné paměti, The Rise of the Chinese Communist Party.